# Ġbejna tan-nagħaġ
Ġbejna tan-nagħaġ ist ein maltesischer Käse aus Schafmilch mit geschützter Ursprungsbezeichnung.

## Herkunft
Das Herkunftsgebiet umfasst die drei zum Maltesischen Archipel gehörenden Inseln Malta, Gozo und Comino.
Auf Malta gibt es weder Flüsse noch Süßwasserseen. In den Tälern und Schluchten befinden sich Trockenflussbetten, die sich in Regenperioden mit Wasser füllen. In den heißen, trockenen Sommern gibt es keine natürliche Flora, sodass eine Beweidung in dieser Zeit ist nicht möglich ist. Außerhalb des Sommers eignet sich das trockene Terrain für die Schafbeweidung. Hierbei können Grenzertragsflächen genutzt werden, die für andere landwirtschaftliche Zwecke ungeeignet sind.
Mindestens 55 % der Futterration bestehen aus lokalem Heu von Leguminosen und Getreidepflanzen, einschließlich Gerste, Lolch, Weizen, Wicken, Ackerbohnen, Kronen-Süßklee, Mais, Hirse, Luzerne, Weidelgras und Klee, ergänzt durch Kraftfutter. Je nach Verfügbarkeit können auch Pflanzen aus der Region wie Johannisbrot und die Sprossen von Kaktusfeigen verfüttert werden. Aufgrund der geringen Niederschläge und der begrenzten Verfügbarkeit von Flächen ist die vollständige Beschaffung der Futtermittel aus dem Herkunftsgebiet nicht möglich. Der jährliche Anteil der Futtermittel die außerhalb des Herkunftsgebiets produziert wurden, beträgt maximal 45 % der Trockenmasse.
Für die Produktion von Ġbejna tan-nagħaġ  werden auf den maltesischen Inseln registrierte Schafe der heimischen Rasse und deren Kreuzungen mit Ostfriesischen Milchschafen oder anderen Rassen genutzt.

## Herstellung
Ġbejna tan-nagħaġ wird in drei Reifungs- bzw. Veredelungsformen produziert: Als Frischkäse (mit dem Zusatz „friska“), luftgetrocknet („niexfa“) oder eingelegt und gepfeffert („tal-bżar“).
Für die Herstellung von 1 kg Käse werden bei einer Abtropfzeit von 24 Stunden in der Regel 6,8 bis 8 l vollfette Schafsmilch benötigt, abhängig von Jahreszeit und Ernährung.
Zucht, Aufzucht, Melken der Schafe, Käseherstellung, Käsereifung und Verpackung finden vollständig im Herkunftsgebiet statt.

## Eigenschaften

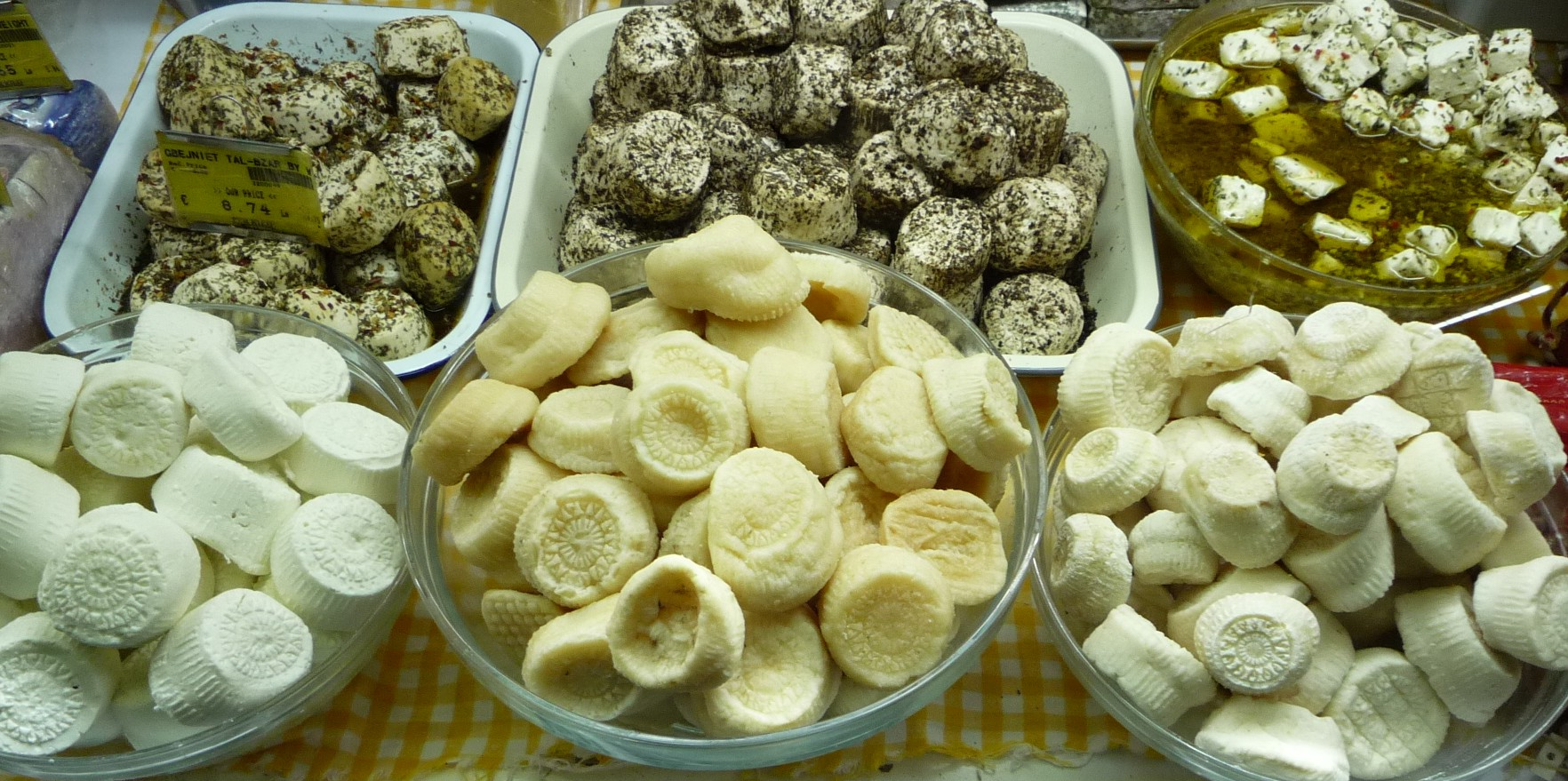
Ġbejna tan-nagħaġ

Der Laib hat die Form eines Kegelstumpfs mit mehr oder weniger stark geneigten Seiten. Die Höhe beträgt 1,5 bis 5 cm, der Bodendurchmesser 5 bis 7 cm und der obere Durchmesser 2,4 bis 5,5 cm. Die Oberseite ist flach oder leicht nach innen, die Seitenfläche ist schräg nach außen gewölbt. Das Gewicht beträgt 30 bis 110 g.
Ġbejna tan-nagħaġ ist ein rindenloser Käse und hat keine Unterkruste. Die Oberfläche ist glänzend, weich und feucht (bei der Sorte „friska“), trocken oder fettig („niexfa“) oder feucht und mit Pfeffer behaftet („tal-bżar“) und kann schraffiert sein.
Der Teig hat je nach Trocknungsdauer und -bedingungen eine halbfeste bis feste Struktur, mit Ausnahme der Sorte „friska“, bei der die Struktur cremig und weich ist.  Die Textur ist feucht und leicht fettig („friska“), löslich bis leicht klebrig („niexfa“) oder feucht bis gipsartig („tal-bżar“). Die Farbe des Kerns ist weiß („friska“) oder elfenbeinfarben bis blass strohgelb („niexfa“ und „tal-bżar“).
Der Geruch ist von geringer Intensität mit einem Duft nach frischer Milch und leichtem Schafsgeruch („friska“) sowie leicht säuerlichen Noten („niexfa“) oder würzig nach schwarzem Pfeffer („tal-bżar“).
Der Geschmack ist süß und dabei leicht salzig („friska“), süß bis leicht säuerlich („niexfa“) oder mäßig bis stark säuerlich („tal-bżar“). Der Nachgeschmack ist wenig ausgeprägt („friska“), mäßig bis stark („niexfa“) oder stark säuerlich und pfeffrig („tal-bżar“).

## Kennzeichnung und Handel
Alle Sorten werden als ganze Erzeugnisse verkauft und müssen innerhalb des Herkunftsgebietes verpackt werden, bevor sie in Verkehr gebracht werden. Für die Sorte „friska“ ist eine Verpackung erforderlich, um die empfindliche Struktur des frischen, bröckeligen Käses zu schützen. Auch für die Sorte „tal-bżar“ ist eine Verpackung erforderlich, da seine Oberfläche durch das Einlegen und das Aufbringen von gemahlenem oder geschrotetem schwarzen Pfeffer feucht wird.
Die Sorte „friska“ wird ausschließlich nach Menge verkauft, die Sorten „niexfa“ und „tal-bżar“ nach Gewicht oder nach Menge. Der Vorgang des Reibens ist nur für die Sorte „niexfa“ relevant und muss innerhalb von sechs Wochen nach der Erzeugung am Erzeugungsort erfolgen.
Die Verpackung trägt ein rechteckiges Etikett mit der Aufschrift „Ġbejna tan-nagħaġ“ und der Zusatzangabe „friska“ oder „niexfa“ oder „tal-bżar“, das Logo der Kontrollbehörde sowie das EU-Qualitätszeichen der geschützten Ursprungsbezeichnung.

## Verwendung
„Ġbejna tan-nagħaġ“ ist Bestandteil des kulinarischen Erbes Maltas und findet Verwendung in verschiedenen traditionellen maltesischen Rezepten. Er wird als Füllung für maltesische Käsekuchen („pastizzi“), herzhafte Pasteten („torta tal-ġbejniet“) oder in maltesischen Wintersuppen wie „soppa tal-armla“ und „kusksu“ verarbeitet. Ġbejna tan-nagħaġ tal-bżar wird als Vorspeise zu maltesischen Wassercrackern („galletti“) gereicht oder für maltesische Brotgerichte („ħobż biż-żejt“) verwendet.